# Ocupación italiana de Francia (1940-1944)
La ocupación italiana de Francia zona que sería nombrada como la administración militar italiana en Francia se estableció después de la entrada en guerra del Reino de Italia el 10 de junio de 1940 contra Francia y la posterior rendición de esta. La Italia fascista ocupa Mentón, y una pequeña parte de los departamentos de: Alpes Marítimos, Saboya y Alta Saboya. Poco más de 830 km² y 30.000 habitantes. Además de Niza y Córcega, los italianos planeaban imponer más reclamaciones territoriales a Francia. Según un primer plan, la ocupación militar italiana de Francia llegaría hasta el río Ródano, y Francia mantendría su integridad territorial a excepción de Córcega y Niza. Un segundo proyecto, el del senador Francesco Salata, director de una serie especial de ISPI dedicada a los reclamos italianos, agregó a las reclamaciones mencionadas el dominio directo sobre el Principado de Mónaco.
Hasta noviembre de 1942 que con la ocupación de la zona libre se amplió añadiendo Córcega, Niza, Tolón, Mónaco y casi todo el territorio al este del Ródano, incluyendo ciudades como Grenoble. En septiembre de 1943, con la Rendición de Italia a los aliados, el territorio será ocupado por Alemania hasta la liberación por los aliados en la Operación Dragoon, en el verano de 1944.